# Manuel de Jesús Jiménez Oreamuno
Manuel de Jesús Jiménez Oreamuno (Cartago, 16 de junio de 1854 - Alajuela, 25 de febrero de 1916) fue un político, historiador y escritor costarricense.

## Biografía
Nació en Cartago, 16 de junio de 1854. Fue hijo de Jesús Jiménez Zamora, Presidente de la República de 1863 a 1866 y de 1868 a 1872, y de Esmeralda Oreamuno Gutiérrez. Manuel de Jesús Jiménez se casó con Cristina Rojas Román. Cursó sus estudios secundarios en el Colegio San Luis Gonzaga de Cartago, donde después fue profesor de historia, geografía y literatura.
Inició su carrera política como regidor y presidente de la Municipalidad de Cartago entre 1883 y 1885. Un año después resultó electo como diputado por Cartago para el período 1886-1890. Sin embargo, no concluiría su gestión, pues sería nombrado Secretario de Relaciones Exteriores y carreras anexas (1888-1889) durante el gobierno de Bernardo Soto Alfaro, tras la designación de Pedro Pérez Zeledón como Ministro en los Estados Unidos.
Como figura notoria del liberalismo costarricense, fue candidato a la Presidencia de la República en las elecciones de 1894. 
Durante la administración de Ascensión Esquivel Ibarra, se desempeñó como Secretario de Hacienda (1902-1904), Encargado de Negocios y cónsul general de Costa Rica en El Salvador (1904-1906). 
Tras el triunfo de su hermano, Ricardo Jiménez Oreamuno, en las elecciones de 1910 fue nombrado Primer Designado a la Presidencia y también fue electo diputado propietario por Cartago. Durante la elección del directorio legislativo 1913-1914, el sector jimenista del Partido Republicano lo postuló para ocupar la presidencia. Sin embargo, los fernandistas apoyaron al diputado Máximo Fernández Alvarado, líder del partido, y Jiménez Oreamuno fue derrotado. Dicha elección empeoró el fraccionamiento que existía en la agrupación oficialista.
Se distinguió como historiador porque escribió varias crónicas sobre la colonia y la Costa Rica de antaño, también se destacó como escritor de cuadros de costumbres y como orador.
Como escritor se dedicó principalmente a temas históricos, en relatos cortos. Sus obras fueron recogidas en dos volúmenes titulados Noticias de antaño. Entre estos volúmenes se encuentra el libro de "Carreras de San Juan". Vivió durante los años 1854-1916.
Sus escritos fueron una de las fuentes consultadas por Monseñor Víctor Sanabria Martínez, II Arzobispo de San José, Costa Rica para su obra Genealogía de Cartago de 1650 hasta 1850, logrando demostrar un profundo conocimiento de los fondos de los protocolos del Archivo Nacional de Costa Rica, al aportar elementos importantes para una mejor comprensión de los linajes estudiados en dicha obra.

## Fallecimiento
Falleció en Alajuela, el 25 de febrero de 1916 a los 61 años de edad.

## Ancestros hasta los tatarabuelos
|  |                                                       |  |  |  |  |  |  |  |  |  |  |  |  |  |  |  |
|  | 16.Francisco Jiménez                                  |  |  |  |  |  |  |  |  |  |  |  |  |  |  |  |
|  |                                                       |  |  |  |  |  |  |  |  |  |  |  |  |  |  |  |
|  |                                                       |  |  |  |  |  |  |  |  |  |  |  |  |  |  |  |
|  | 8. José Antonio Jiménez Bonilla (+ 1805)              |  |  |  |  |  |  |  |  |  |  |  |  |  |  |  |
|  |                                                       |  |  |  |  |  |  |  |  |  |  |  |  |  |  |  |
|  |                                                       |  |  |  |  |  |  |  |  |  |  |  |  |  |  |  |
|  | 17.Josefa de Bonilla                                  |  |  |  |  |  |  |  |  |  |  |  |  |  |  |  |
|  |                                                       |  |  |  |  |  |  |  |  |  |  |  |  |  |  |  |
|  |                                                       |  |  |  |  |  |  |  |  |  |  |  |  |  |  |  |
|  | 4. Ramón Jiménez Rodríguez (o Robledo)                |  |  |  |  |  |  |  |  |  |  |  |  |  |  |  |
|  |                                                       |  |  |  |  |  |  |  |  |  |  |  |  |  |  |  |
|  |                                                       |  |  |  |  |  |  |  |  |  |  |  |  |  |  |  |
|  | 18.Juan Rodríguez Robledo (1701)                      |  |  |  |  |  |  |  |  |  |  |  |  |  |  |  |
|  |                                                       |  |  |  |  |  |  |  |  |  |  |  |  |  |  |  |
|  |                                                       |  |  |  |  |  |  |  |  |  |  |  |  |  |  |  |
|  | 9. Petronila Rodríguez de Arlegui (1740)              |  |  |  |  |  |  |  |  |  |  |  |  |  |  |  |
|  |                                                       |  |  |  |  |  |  |  |  |  |  |  |  |  |  |  |
|  |                                                       |  |  |  |  |  |  |  |  |  |  |  |  |  |  |  |
|  | 19.Gabriela Josefa de Arlegui                         |  |  |  |  |  |  |  |  |  |  |  |  |  |  |  |
|  |                                                       |  |  |  |  |  |  |  |  |  |  |  |  |  |  |  |
|  |                                                       |  |  |  |  |  |  |  |  |  |  |  |  |  |  |  |
|  | 2. Jesús Jiménez Zamora (1823-1897)                   |  |  |  |  |  |  |  |  |  |  |  |  |  |  |  |
|  |                                                       |  |  |  |  |  |  |  |  |  |  |  |  |  |  |  |
|  |                                                       |  |  |  |  |  |  |  |  |  |  |  |  |  |  |  |
|  | 20.Francisco Zamora (+1773)                           |  |  |  |  |  |  |  |  |  |  |  |  |  |  |  |
|  |                                                       |  |  |  |  |  |  |  |  |  |  |  |  |  |  |  |
|  |                                                       |  |  |  |  |  |  |  |  |  |  |  |  |  |  |  |
|  | 10 . José Romualdo Zamora Flores (+ 1790)             |  |  |  |  |  |  |  |  |  |  |  |  |  |  |  |
|  |                                                       |  |  |  |  |  |  |  |  |  |  |  |  |  |  |  |
|  |                                                       |  |  |  |  |  |  |  |  |  |  |  |  |  |  |  |
|  | 21.Manuela Flores (+1764)                             |  |  |  |  |  |  |  |  |  |  |  |  |  |  |  |
|  |                                                       |  |  |  |  |  |  |  |  |  |  |  |  |  |  |  |
|  |                                                       |  |  |  |  |  |  |  |  |  |  |  |  |  |  |  |
|  | 5. Joaquina Zamora Coronado (1787)                    |  |  |  |  |  |  |  |  |  |  |  |  |  |  |  |
|  |                                                       |  |  |  |  |  |  |  |  |  |  |  |  |  |  |  |
|  |                                                       |  |  |  |  |  |  |  |  |  |  |  |  |  |  |  |
|  | 22. Sebastián Coronado (+1776)                        |  |  |  |  |  |  |  |  |  |  |  |  |  |  |  |
|  |                                                       |  |  |  |  |  |  |  |  |  |  |  |  |  |  |  |
|  |                                                       |  |  |  |  |  |  |  |  |  |  |  |  |  |  |  |
|  | 11. Juana Rita Coronado (1758-1806)                   |  |  |  |  |  |  |  |  |  |  |  |  |  |  |  |
|  |                                                       |  |  |  |  |  |  |  |  |  |  |  |  |  |  |  |
|  |                                                       |  |  |  |  |  |  |  |  |  |  |  |  |  |  |  |
|  | 23. María José de Soto                                |  |  |  |  |  |  |  |  |  |  |  |  |  |  |  |
|  |                                                       |  |  |  |  |  |  |  |  |  |  |  |  |  |  |  |
|  |                                                       |  |  |  |  |  |  |  |  |  |  |  |  |  |  |  |
|  | 1.Manuel de Jesús Jiménez Oreamuno                    |  |  |  |  |  |  |  |  |  |  |  |  |  |  |  |
|  |                                                       |  |  |  |  |  |  |  |  |  |  |  |  |  |  |  |
|  |                                                       |  |  |  |  |  |  |  |  |  |  |  |  |  |  |  |
|  | 24. Romualdo de Oriamuno                              |  |  |  |  |  |  |  |  |  |  |  |  |  |  |  |
|  |                                                       |  |  |  |  |  |  |  |  |  |  |  |  |  |  |  |
|  |                                                       |  |  |  |  |  |  |  |  |  |  |  |  |  |  |  |
|  | 12. José Isidro Oreamuno Alvarado (+ 1845)            |  |  |  |  |  |  |  |  |  |  |  |  |  |  |  |
|  |                                                       |  |  |  |  |  |  |  |  |  |  |  |  |  |  |  |
|  |                                                       |  |  |  |  |  |  |  |  |  |  |  |  |  |  |  |
|  | 25. Antonia Manuela de Alvarado                       |  |  |  |  |  |  |  |  |  |  |  |  |  |  |  |
|  |                                                       |  |  |  |  |  |  |  |  |  |  |  |  |  |  |  |
|  |                                                       |  |  |  |  |  |  |  |  |  |  |  |  |  |  |  |
|  | 6. Francisco María Oreamuno Bonilla (1801)            |  |  |  |  |  |  |  |  |  |  |  |  |  |  |  |
|  |                                                       |  |  |  |  |  |  |  |  |  |  |  |  |  |  |  |
|  |                                                       |  |  |  |  |  |  |  |  |  |  |  |  |  |  |  |
|  | 26.Andrés de Bonilla                                  |  |  |  |  |  |  |  |  |  |  |  |  |  |  |  |
|  |                                                       |  |  |  |  |  |  |  |  |  |  |  |  |  |  |  |
|  |                                                       |  |  |  |  |  |  |  |  |  |  |  |  |  |  |  |
|  | 13. Justa de Bonilla y Laya-Bolívar                   |  |  |  |  |  |  |  |  |  |  |  |  |  |  |  |
|  |                                                       |  |  |  |  |  |  |  |  |  |  |  |  |  |  |  |
|  |                                                       |  |  |  |  |  |  |  |  |  |  |  |  |  |  |  |
|  | 27.María Gertrudis de Laya-Bolívar                    |  |  |  |  |  |  |  |  |  |  |  |  |  |  |  |
|  |                                                       |  |  |  |  |  |  |  |  |  |  |  |  |  |  |  |
|  |                                                       |  |  |  |  |  |  |  |  |  |  |  |  |  |  |  |
|  | 3. Esmeralda Oreamuno Gutiérrez (+ 1873)              |  |  |  |  |  |  |  |  |  |  |  |  |  |  |  |
|  |                                                       |  |  |  |  |  |  |  |  |  |  |  |  |  |  |  |
|  |                                                       |  |  |  |  |  |  |  |  |  |  |  |  |  |  |  |
|  | 28.Alonso Gutiérrez y González de Andía-Rezón         |  |  |  |  |  |  |  |  |  |  |  |  |  |  |  |
|  |                                                       |  |  |  |  |  |  |  |  |  |  |  |  |  |  |  |
|  |                                                       |  |  |  |  |  |  |  |  |  |  |  |  |  |  |  |
|  | 14. Agustín Gutiérrez de Lizaurzábal (1763-1843)      |  |  |  |  |  |  |  |  |  |  |  |  |  |  |  |
|  |                                                       |  |  |  |  |  |  |  |  |  |  |  |  |  |  |  |
|  |                                                       |  |  |  |  |  |  |  |  |  |  |  |  |  |  |  |
|  | 29.María Josefa Lizaurzábal                           |  |  |  |  |  |  |  |  |  |  |  |  |  |  |  |
|  |                                                       |  |  |  |  |  |  |  |  |  |  |  |  |  |  |  |
|  |                                                       |  |  |  |  |  |  |  |  |  |  |  |  |  |  |  |
|  | 7. Agustina Gutiérrez de la Peña Monge (1811)         |  |  |  |  |  |  |  |  |  |  |  |  |  |  |  |
|  |                                                       |  |  |  |  |  |  |  |  |  |  |  |  |  |  |  |
|  |                                                       |  |  |  |  |  |  |  |  |  |  |  |  |  |  |  |
|  | 30. Francisco de la Peña Monge                        |  |  |  |  |  |  |  |  |  |  |  |  |  |  |  |
|  |                                                       |  |  |  |  |  |  |  |  |  |  |  |  |  |  |  |
|  |                                                       |  |  |  |  |  |  |  |  |  |  |  |  |  |  |  |
|  | 15. Josefa de la Peña Monge y de la Cerda (1784-1829) |  |  |  |  |  |  |  |  |  |  |  |  |  |  |  |
|  |                                                       |  |  |  |  |  |  |  |  |  |  |  |  |  |  |  |
|  |                                                       |  |  |  |  |  |  |  |  |  |  |  |  |  |  |  |
|  | 31. Isabel de la Cerda                                |  |  |  |  |  |  |  |  |  |  |  |  |  |  |  |
|  |                                                       |  |  |  |  |  |  |  |  |  |  |  |  |  |  |  |
|  |                                                       |  |  |  |  |  |  |  |  |  |  |  |  |  |  |  |